# Rajon Gagra

Lage des Rajons Gagra innerhalb der Republik Abchasien

Der Rajon Gagra (abchasisch Гагра араион, Gagra araion; russisch Гагрский район, Gagrski rajon; georgisch გაგრის რაიონი Gagris raioni) ist ein Rajon (entsprechend etwa einem Landkreis) in der international nur von wenigen Staaten anerkannten, de facto von Georgien unabhängigen Republik Abchasien.
Hauptstadt des Rajons ist die namensgebende Stadt Gagra. Der Rajon umfasst eine Fläche von 772,4 km² und zählt 40.217 Einwohner (2011). Die Bevölkerungsdichte beträgt somit 52 Einwohner je km2. 38,5 % der Einwohner sind Abchasen, 38,3 % Armenier, 15,7 % Russen und 2,5 % Georgier (Stand 2011).
Eine weitere Stadt neben Gagra ist Pizunda (georgisch Bitschwinta). Daneben gibt es die zwei Siedlungen städtischen Typs Bsypta (Bsipi) und Zandrypsch (Gantiadi) sowie zehn Dorfverwaltungen mit insgesamt 35 Dörfern.

Lage der Munizipalität Gagra innerhalb Georgiens

## Munizipalität
Nach georgischem, in Abchasien nicht wirksamen Recht bildet das Gebiet seit 2006 die Munizipalität Gagra (georgisch გაგრის მუნიციპალიტეტი, Gagris munizipaliteti) der Autonomen Republik Abchasien.